# هورست بوهمه
هورست بوهمه (بالألمانية: Horst Böhme)‏ هو كيميائي ألماني، ولد في 30 مايو 1908 في بيرناو باي برلين في ألمانيا، وتوفي في 27 يوليو 1996 في باد آرولزن في ألمانيا.